# Cantón de Monpazier
El cantón de Monpazier era una división administrativa francesa, que estaba situada en el departamento de Dordoña y la región de Aquitania.

## Composición
El cantón estaba formado por trece comunas:
- Biron
- Capdrot
- Gaugeac
- Lavalade
- Lolme
- Marsalès
- Monpazier
- Saint-Avit-Rivière
- Saint-Cassien
- Saint-Marcory
- Saint-Romain-de-Monpazier
- Soulaures
- Vergt-de-Biron

## Supresión del cantón de Monpazier
En aplicación del Decreto nº 2014-218 de 21 de febrero de 2014, el cantón de Monpazier fue suprimido el 22 de marzo de 2015 y sus 13 comunas pasaron a formar parte del nuevo cantón de Lalinde.